# NGC 5802
NGC 5802 (również PGC 53601) – galaktyka soczewkowata (S0), znajdująca się w gwiazdozbiorze Wagi. Odkrył ją Francis Leavenworth 10 czerwca 1885 roku.